# Herbert G. Göpfert
Herbert Georg Oskar Ernst Göpfert (* 22. September 1907 in Stützerbach; † 20. April 2007 in München) war ein deutscher Verlagsbuchhändler, Lektor und Honorarprofessor für Buch- und Verlagswesen an der Universität München.

## Leben und Beruf
Göpfert studierte ab 1928 Philosophie, Germanistik, Geschichte, Kunstgeschichte, Dramaturgie und Theologie in Jena, Berlin, Wien und Greifswald. Anschließend arbeitete er zunächst als Gymnasiallehrer, ehe er 1935 als Lektor zum  Langen Müller Verlag ging. 1948 wechselte Göpfert zum Carl Hanser Verlag, wo er schließlich Cheflektor wurde.
Bei Hanser war er im Wesentlichen für die Klassikerausgaben verantwortlich: Er edierte große Gesamtausgaben der Werke von Gotthold Ephraim Lessing, Friedrich Schiller und Eduard Mörike. Außerdem betreute er den Schriftsteller Elias Canetti, dessen Roman Die Blendung 1963 bei Hanser erschien.
Ende 1964 wechselte Göpfert an die Ludwig-Maximilians-Universität München, wo er als Honorarprofessor das Fach Buch- und Verlagswesen begründete und etablierte. Als Berater und Herausgeber blieb er dem Hanser Verlag aber weiterhin verbunden. An der Edition der so genannten Münchner Ausgabe der Werke Johann Wolfgang von Goethes war er neben Karl Richter noch einmal als Mitherausgeber beteiligt.

## Veröffentlichungen
- Traktat über das Lesen, Poeschel, Stuttgart 1958.
- Vom Autor zum Leser – Beiträge zur Geschichte des Buchwesens, Hanser, München 1977.
- Beiträge zur Geschichte des Buchwesens im konfessionellen Zeitalter, Harrassowitz, Wiesbaden 1985.
- Buch- und Verlagswesen im achtzehnten und neunzehnten Jahrhundert, Hobbing, Essen 1987.

## Auszeichnungen
- 1982: Plakette Dem Förderer des deutschen Buches, verliehen vom Börsenverein des Deutschen Buchhandels.
- 1986: Wilhelm-Hausenstein-Ehrung, verliehen von der Bayerischen Akademie der Schönen Künste für Verdienste um kulturelle Vermittlung.[4]

## Mitgliedschaften (Auswahl)
- Paul-Ernst-Gesellschaft